# Korablowa (wieś)
Korablowa (ros. Кораблёва) – wieś (ros. деревня, trb. dieriewnia) w zachodniej Rosji, w sielsowiecie katyrinskim rejonu oktiabrskiego w obwodzie kurskim.

## Geografia
Miejscowość położona jest w dorzeczu Sejmu (lewy dopływ Desny), przy wschodniej granicy centrum administracyjnego sielsowietu (Mitrofanowa), 5 km na zachód od centrum administracyjnego rejonu (Priamicyno), 21 km na południowy zachód od Kurska, 15,5 km od drogi magistralnej (federalnego znaczenia) M2 «Krym». W bezpośrednim sąsiedztwie znajduje się przystanek kolejowy 439 km linii Lgow I – Kursk.
We wsi znajdują się 62 posesje.
Klimat
Miejscowość, jak i cały rejon, znajduje się w strefie klimatu kontynentalnego z łagodnym ciepłym latem i równomiernie rozłożonymi opadami rocznymi (Dfb w klasyfikacji klimatów Köppena).

## Demografia
W 2010 r. wieś zamieszkiwało 109 osób.